# Fundación Belén Educa
La Fundación Educacional Belén (coloquialmente Belén Educa), es institución educativa chilena sin fines de lucro, dependiente de la Arquidiócesis de Santiago de Chile. Su meta es entregar educación gratuita y de calidad a los grupos más vulnerables. Actualmente brinda educación a 13.910 alumnos.[cita requerida]

## Historia
Fundación Belén Educa fue fundada en 1999 por el empresario Jorge Cisternas Larenas, el vicario para la Educación de la época, Padre Juan de Castro Reyes y el teólogo Juan Enrique Guarachi García-Huidobro, quienes respondieron al llamado del IX Sínodo de Iglesia de Santiago, que instaba a crear colegios católicos en sectores de pobreza.
El 26 de diciembre de 2012 la Fundación asumió la administración de cuatro colegios de la Corporación Molokai.

## Colegios de la Fundación
- Colegio Cardenal Raúl Silva Henríquez (Puente Alto)
- Colegio Cardenal Carlos Oviedo Cavada (Maipú)
- Colegio Juan Francisco Fresno Larraín (Puente Alto)
- Colegio Cardenal José María Caro (La Pintana)
- Colegio Arzobispo Crescente Errázuriz (Puente Alto)
- Colegio Arzobispo Manuel Vicuña (San Joaquín)
- Colegio Juan Luis Undurraga Aninat (Quilicura)
- Colegio San Alberto Hurtado (Pudahuel)
- Colegio Lorenzo Sazie (Santiago centro)
- Colegio San Damián de Molokai (Cerro Navia)
- Colegio San Francisco de Asís de Belén (Santiago centro)
- Colegio Padre Damián (La Unión, Región de los Ríos)